# Rev (ort i Azerbajdzjan)
Rev (azerbajdzjanska: Şəlvə, armeniska: Ռև, ryska: Рев) är en ort i Azerbajdzjan. Den ligger i distriktet Xocalı Rayonu, i den centrala delen av landet, 270 km väster om huvudstaden Baku. Rev ligger 984 meter över havet och antalet invånare är 113.
Terrängen runt Rev är kuperad, och sluttar österut. Närmaste större samhälle är Stepanakert, 19,2 km söder om Rev. 
Trakten runt Rev består till största delen av jordbruksmark. Runt Rev är det ganska glesbefolkat, med 27 invånare per kvadratkilometer.